# Füzes-patak
Füzes-patak är ett vattendrag i Ungern.   Det ligger i provinsen Pest, i den centrala delen av landet, 16 km väster om huvudstaden Budapest.